# Croix de chemin de Satillieu
La croix de chemin de Satillieu est une croix située à Satillieu, en France.

## Description
Grande croix de peste à bubons et personnages en granite.

## Localisation
La croix est située sur la commune de Satillieu, dans le département français de l'Ardèche.

## Historique
Datée de 1526, l'édifice est classé au titre des monuments historiques en 1954. Aujourd'hui, une copie  se trouve à son emplacement d'origine : dans le village à l’intersection de la route de Saint-Félicien, l'original se trouvant dans l'église du village.